# Бурксер Євген Самійлович
Євге́н Самі́йлович Бу́рксер (22 липня 1887, Одеса — 25 червня 1965, Київ) — український геохімік, радіолог. Доктор хімічних наук (1943), професор (1937), член-кореспондент Всеукраїнської академії наук (1925), премія Народного комісаріату просвіти України (Наркомпрос), премія ім. Ф. Е. Дзержинського.

## Біографічні відомості

Могила Євгена Бурксера

Народився 22 липня (4 серпня) 1887 року в Одесі в сім'ї лікаря. Батько його рано помер і вихованням сина займалася мати, яка закінчила міланську академію мистецтв і працювала викладачем у Одеських гімназіях. По закінченні у 1904 році Рішельєвської гімназії, Бурксер поступає на природниче відділення фізико-математичного факультету Новоросійського університету (сьогодні — Одеський національний університет імені І. І. Мечникова). Але навчання довелось перервати через участь у революційному русі 1905 року. Він залишає Одесу і їде у Париж. Протягом року Є. С. Бурксер слухає лекції у Сорбонському університеті. Знайомство з Марією Кюрі багато в чому визначило сферу наукових інтересів майбутнього вченого. Повернувшись до Новоросійського університету, Євген Самійлович вивчає хімію радіоактивних елементів.
Під керівництвом професора М. Г. Мелікішвілі він виконує першу наукову працю з гамавипромінювання солей урану. Студент Бурксер часто виступає з публічними лекціями по радіоактивності в Одесі,Кишиневі, Миколаєві.
Закінчивши у 1909 році університет Є. С. Бурксер працює в мінералогічному кабінеті у професора М. Д. Сидоренка.
Влітку 1910 р. Є. С. Бурксер отримав від Технічного товариства відрядження у Францію, Бельгію і Німеччину, де він ознайомився з радіологічним обладнанням і замовив його. При хімічному відділі Одеського відділення Імператорського Російського технічного товариства Є. С. Бурксер створив першу в Росії радіологічну лабораторію, в якій розгорнулося всебічне вивчення повітря, вод, ґрунтів, лиманних мулів, гірських порід. Молодий вчений досліджував вплив радіоактивного випромінювання на рослини і тварини, розробляв методу вилучення урану і полоню з ферганської руди. Для обладнання лабораторії Є. С. Бурксер використовував і власні кошти, отримані за роботу в приватних середніх навчальних закладах. З часу організації цієї лабораторії Є. С. Бурксер був її завідувачем і єдиним штатним працівником. З 1911 р. лабораторія почала видавати збірник «Труды химической и радиологической лаборатории».
Протягом 1911 р. вперше було досліджено радіоактивність одеських лиманів; з 1912 до 1918 р. були організовані радіологічні експедиції для дослідження радіоактивності мінеральних вод, повітря, лікарських грязей у Грузії, Абхазії, на Кубані, у Північному Криму, Бессарабії, Україні, Архангельській губ. Зусиллями Є. С. Бурксера та його співробітників у 1914 р. була створена науково-дослідна лабораторія в Іркутську для вивчення радіоактивності природних об'єктів Іркутської губ. У цей же час він вивчав фізичні і хімічні властивості урану, дію радіоелементів на рослини.
У 1919 р. за розпорядженням Раднаркому Є. С. Бурксер увійшов до складу Курортної колегії і зайнявся організацією курортного лікування поранених червоноармійців. З 1920 р. організував гідрологічне і гідрогеологічне відділення Курортного управління і керував ним, входив до складу Курортної комісії. Є. С. Бурксер продовжував хімічні й радіологічні дослідження одеських лиманів, фізичних властивостей лікарських грязей. Після ліквідації Технічного товариства на базі лабораторії було організовано виробництво хімічних реактивів і деяких медикаментів.
У 1921 р. за ініціативою Є. С. Бурксера на базі лабораторії створюється Інститут прикладної хімії і радіології. У 1924 р. він видав посібник «Руководство к практическим занятиям по изучению радиоактивности». У 1925 р. в Одесі відбулася Перша загальноукраїнська радіологічна нарада, яка відзначила роботу інституту.
Наукова діяльність Є. С. Бурксера продовжувалась і далі, коли Інститут прикладної хімії та радіології був об'єднаний з хімічним відділенням Одеського університету у вищий навчальний заклад, першим директором і завідувачем кафедри неорганічної хімії був Є. С. Бурксер. У 1925 р. він за видатні наукові досягнення був обраний членом-кореспондентом АН УРСР. У 1926 р. на базі Інституту прикладної хімії створено Одеський хіміко-радіологічний інститут, директором якого було призначено Є. С. Бурксера.
Хіміко-технологічні роботи інституту дозволили створити технологію добування з вітчизняної сировини солей літію, рубідію, цезію, торію, лантаноїдів. Розроблена була також технологія добування агароїду та йоду з чорноморської водорості філофори. Велике значення мали дослідження Є. С. Бурксера по вивченню  міграції солей в атмосфері, які поклали початок агрохімічним дослідженням в СРСР.
У 1925 р. Є. С. Бурксер був у відрядженні в Німеччині для ознайомлення з останніми досягненнями у галузі хімії і радіології. Це дало поштовх роботам з вивчення розсіювання у природі радіоактивних елементів. У 1933—1937 рр. Є. С. Бурксер читав спеціальний курс з радіоактивності, радіоелементів, геохімії і неорганічної хімії в Одеському університеті.
У 1932 р. у зв'язку з реорганізацією Хіміко-радіологічного інституту у два самостійних інститути, Є. С. Бурксер перейшов до Інституту рідкісних елементів на посаду заступника директора з наукової роботи, з 1934 р. після нової реорганізації і створення нового хімічного науково-дослідного інституту, став завідувачем сектору рідкісних елементів, після організації Державного НДІ рідкометалевої промисловості — завідувачем сектору рідкісних лужних металів.
У 1938 р. Є. С. Бурксер переїхав до Києва, де його призначено спочатку завідувачем відділу геохімії Інституту геологічних наук АН УРСР, а потім директором інституту. Одночасно він читав курс геохімії і радіо матерії в Київському університеті. В 1939 р. його було обрано головою Комітету з метеоритики АН УРСР. На цій посаді він працював до кінця життя.
Під час німецько-радянської війни, в евакуації в Уфі Є. С. Бурксер організував виробництво хімічних препаратів для потреб оборонної промисловості. В 1943 р. підготував і захистив докторську дисертацію «Соляные водоёмы Черноморского побережья юга Украины». Ці дослідження мали велике значення для використання соляних водоймищ півдня України для промисловості, бальнеології та курортології.
Повернувшись з евакуації, Євген Самійлович зосереджується на вивченні рідкісних елементів і їх розповсюдженні в породах Українського щита — геохімії скандію і германія, визначенню вмісту радіоактивних елементів у підземних водах. В ІГН АН УРСР 1959 році він створює відділ абсолютного віку геологічних формацій та ядерної геології. Виконується великий обсяг робіт по визначенню абсолютного віку гірських порід аргоновим, рубідієвостронцієвим і свинцевим методами.
Помер 25 червня 1965 року у Києві. Похований в Києві на Байковому кладовищі (ділянка № 1).

## Наукова діяльність
Є. С. Бурксер — дослідник широкого наукового профілю.
У галузі радіоактивності і хімії рідкісних елементів була розроблена технологія добування солей літію із сподумену, солей рубідію і цезію із лепідоліту. Радіологічні дослідження виявили на Україні сильно радіоактивні води у Новограді-Волинському. Одночасно вивчав склад природних газів України і Криму. Роботи по вивченню гідрохімії солоних водоймищ, представлені в монографії «Солоні озера та лимани України», були премійовані Наркомпросом України і премією ім. Ф. Е. Дзержинського. Багато уваги Є. С. Бурксер приділяв роботі з розвитку курортного будівництва, реорганізації грязевого господарства, зі створення штучних торф'яних лікарських грязей. У 1929 р. була створена фізико-хімічна лабораторія при Українському Інституті курортології та бальнеології в Одесі, якою керував Є. С. Бурксер.
Особливістю робіт Є. С. Бурксера в галузі неорганічної хімії є їх щільний зв'язок з геохімією. Перш за все це цикл робіт, присвячених хімії та технології рідкісних лужних матеріалів. Під керівництвом Є. С. Бурксера були розроблені процеси одержання солей літію, рубідію і цезію із лепідоліту щляхом реакції у твердій фазі з наступним розділенням за допомогою комплексних сполук. Ці технологічні процеси були здійснені на напіввиробничій установці в Одесі. Одночасно організовано виробництво металевого рубідію і цезію. Є. С. Бурксером виконані також дослідження по виділенню рідкісних лужних металів із алюмосилікатів шляхом іонного обміну у твердій фазі. Цикл робіт Є. С. Бурксера в цій галузі присвячений і рідкісноземельним елементам. Під його керівництвом вивчений процес хлорування мінералів рідкісноземельних елементів і розроблений метод їх одержання із ловчориту. Здійснено вилучення рідкісноземельних елементів і торію із ортиту і монациту.
Поряд з дослідженнями в галузі геохімії і неорганічної хімії виконані роботи, присвячені аналітичній хімії рідкісних елементів (рубідію, цезію, бору, скандію, радіоактивних елементів тощо) і методам їх визначення в промислових і природних об'єктах.
На наукові інтереси Є. С. Бурксера вплинули його стосунки з В. І. Вернадським, які він встановив ще у 1914 р., порадами якого він користувався. Як вченого його займали питання  геохімії метеоритів. У 1961 р. він створив лабораторію абсолютного віку в ядерній геології.
Видатний учений, людина великої ерудиції і високої культури, Є. С. Бурксер все життя був пропагандистом науково-технічних знань. З часу утворення Загальносоюзного товариства політичних і наукових знань (1947) він був членом правління Українського відділення. Він написав понад 80 науково-популярних статей і брошур, підготував 15 кандидатів наук. Наукові дослідження узагальнені у 7 монографіях, ним опубліковано понад 300 наукових робіт.

## Праці
- Радиоактивность одесской водопроводной воды / Е. С. Бурксер // Вестн. Бальнеологии. — 1911. — № 2. — С. 75-80.
- Исследование радиоактивности горных пород России / Е. С. Бурксер, С. Н. Зайцев, Э. А. Аризо, И. Ц. Ранев // Зап. Одес. отд. техн. о-ва. — 1912. — Т. 4 , № 1. — С. 87-89.
- К вопросу о выделении корпускул при химических реакциях / Е. С. Бурксер, С. М. Танатар // Журн. Рус. физ.-хим. о-ва Хим. ч. — 1913. — Т. 45, вып. 1. — С. 106.
- Действие радиоэлементов на растения: докл., прочит. на засед. Имп. о-ва с/х Юж. России / Е. С. Бурксер. — Одесса: «Славян.» тип. Н. Хрисогелоса, 1915. — 15 с.
- Химический анализ лечебной грязи / Е. С. Бурксер. — Одесса, 1926. — 16 с.
- Гидротехнические исследования Куяльницкого лимана во время впуска морской воды / Е. С. Бурксер. — Харьков: Науч. Мысль, 1927. — 29 с.
- Аэрохимические исследования на Украине / Е. С. Бурксер, В. В. Бурксер. — Киев, 1951. — 128 с.
- Как определять возраст горных пород и Земли / Е. С. Бурксер. — Киев: Изд-во АН УССР, 1954. — 32 с.
- Образование и разрушение химических элементов в Космосе / Е. С. Бурксер. — Киев: Изд-во АН УССР, 1956.
- Геохимическая обстановка в южных районах Украинской ССР и прогноз её изменения в результате орошения / Е. С. Бурксер. — Киев: Изд-во АН УССР, 1956.
- Геохімічні дослідження на Україні / Е. С. Бурксер // Нариси з історії техніки і природознавства. — 1963. — Вип. 3. — С. 91-114.